# Dideoides qinlingensis
Dideoides qinlingensis är en tvåvingeart som beskrevs av Huo, Ren och Zheng 2007. Dideoides qinlingensis ingår i släktet Dideoides och familjen blomflugor. Inga underarter finns listade i Catalogue of Life.